# Setophaga magnolia
La reinita de magnolia (Setophaga magnolia), también denominada, chipe de magnolia, bijirita magnolia, cigüita magnolia y reinita manchada, es una especie de ave migratoria del orden Passeriformes y la familia Parulidae. Anida en Canadá y Estados Unidos y pasa el invierno en México, América Central y las Antillas.

## Descripción
Los adultos en primavera y verano son de cara negra con una línea supraocular blanca y la corona gris. Las partes ventrales y la rabadilla son amarillos. En el pecho y los costados hay rayas negras. Las partes dorsales —a excepción de la rabadilla— son negruzcas. En las alas hay un parche blanco muy evidente, y en la cola una banda blanca que la cruza a la mitad.
En otoño e invierno los adultos son oliváceos de las partes dorsales y amarillos en las ventrales. se conserva el amarillo de la rabadilla, los parches blancos en alas y cola y un tenue rayado en los costados del pecho.